# Terjéki József
Terjéki József (Szolnok, 1950. december 22. – 2022. november 5.) magyar matematikus. 

## Élete
Egyetemi tanulmányait a József Attila Tudományegyetem matematikus szakán végezte 1970 és 1975 között. Hallgatóként Pintér Lajos és Hatvani László hatására kezdett a differenciálegyenletek elméletével foglalkozni. Korán kitűnt matematikai tehetsége, eredeti problémamegoldó képessége. Ennek köszönhetően került 1975-ben a Szőkefalvi-Nagy Béla által vezetett Analízis Tanszékre, ahonnan egyetemi docensként ment nyugdíjba 2012-ben. Nyugdíjba vonulásával sem szakadt el az egyetemtől, a levelező oktatásban továbbra is részt vett.
Tudományos érdeklődése a differenciálegyenletek több területére kiterjedt. Kezdetben oszcillációelmélettel foglalkozott, majd egyetemi doktori értekezésének a témája a funkcionál-differenciálegyenletek stabilitáselmélete lett. 1977-től 1981-ig a Moszkvai Lomonoszov Állami Egyetemen levelező aspiránsként Valentin Rumjancev témavezetésével dolgozott kandidátusi értekezésén, amelynek témája mechanikai mozgások stabilitása és konvergenciája volt. Ezt megvédte a Magyar Tudományos Akadémián (1982) s Moszkvában is a Moszkvai Lomonoszov Állami Egyetem, Elméleti Mechanikai Karán (1983). A kandidátusi védésének címe: A mozgások stabilitásáról és konvergenciájáról.
33 tudományos dolgozata jelent meg színvonalas nemzetközi folyóiratokban. Az 1970-es évek végén az amerikai J. Haddock (Memphis State University) professzorral került munkakapcsolatba. Rendkívül újszerű megközelítéssel megoldotta Haddock egy sejtését, amellyel elindította az invariancia-elv széleskörű alkalmazását a funkcionál-differenciálegyenletek elméletében. Hat közös cikket publikált J. Haddockkal, amelyből három a témakör vezető folyóiratának tartott Journal of Differential Equationsben jelent meg. Hatvani Lászlóval mechanikai rendszerek stabilitása témakörben, Krisztin Tiborral a funkcionál-differenciálegyenletek elméletében ért el jelentős eredményeket. AriehIserles (Cambridge University) professzorral a pantográf egyenletről írt egy sokat idézett cikket.
A differenciálegyenletekkel kapcsolatos tárgyakat, valamint bevezető jellegű analízis kurzusokat oktatott, utóbbiakat főként biológus hallgatóknak. Előadásmódját az átláthatóság és a lényeg kiemelésének szándéka jellemezte. 1997-ben jelent meg a Polygon Kiadónál a Differenciálegyenletek című jegyzete, melyet más felsőoktatási intézmények is előszeretettel javasolnak a témakört tanulmányozó hallgatóknak.Számos diplomamunka, szakdolgozat elkészítését segítette témavezetőként. Irányításával négyen szereztek doktori fokozatot: Borús András, Csató Sándor, Krisztin Tibor és Péics Hajnalka. Összesen 28 szakmai közleményt írt tudományos folyóiratokban, 2 egyetmi jegyzetet, és 3 értekezést írt.
Éveken keresztül a Bolyai János Matematikai Társulat Csongrád Megyei Tagozatának titkára (1983-1989 titkárhelyettes, 1989-1996 titkár) volt. Ebben a minőségében a matematikatanárok 1991-es szegedi Rátz László Vándorgyűlésének szervezését irányította.
Munkájának elismeréseként 1975-ben a Rényi Kató-emlékdíj I. fokozatát, 1981-ben a Farkas Gyula-emlékdíjat, 1983-ban pedig FEB Emlékdíjat kapott, majd 2013-ban az SZTE címzetes egyetemi tanára kitüntető címet kapta.
Külföldi tanulmányutai ás előadásai:
- 1987.05.01-06, Equadiff Konferencia, Xanthi, Görögország, előadás
- 1989, IMACS Conference on the Lyapunov Function Method and Its Applications, Irkutsk, Russia, előadás
- 1995.06.15-07.20, University of Cambridge, Nagy-Britannia, tanulmányút
- 1997.08.25-29, Equadiff 9, Brno, előadás
- 2001.08.15-20, Negyedik nemzetközi szimpózium a klasszikus és régi mechanikából, Velikie Luki, Oroszország, előadás
- 2006.03.05-04.08, Southern Illionois University, Carbondale, USA, tanulmányút
- 2005.08.25-29, Equadiff11, Pozsony, Szlovákia, előadás
- 2009.07.20-2009.07.24, Equadiff12, Brno, Csehország, előadás

Az 1980-as évektől egyre jobban érdeklődött az egészséges életmód és a biogazdálkodás iránt. Családja egészséges élelmiszerrel való ellátása érdekében kezdte a biogazdálkodást a tiszajenői családi gazdaságában. Fontosnak tartotta a biogazdálkodás, az egészséges életmód, a természetes gyógymódok népszerűsítését az egyetemen és azon kívül is. Ezen a területen végzett munkájával is komoly sikereket ért el, 2002-ben megkapta az Év Biogazdája címet, 2016-ban a Pro Biokultúra Díj egyesület kitüntetését. Tele volt tervekkel, azon dolgozott, hogy minél több emberen segítsen, minél több embernek adja át tudását, tapasztalatát az egészséges életmód elsajátítása érdekében. Nagyon sikeresek voltak a Bolyai Intézet oktatóinak tartott jógaórái.

## Forrás
- Elhunyt dr. Terjéki József. (Hozzáférés: 2024. október 8.)
- dr. Terjéki József. Differenciálegyenletek
- A 2016 Pro Biokultúra díj egyesületi kitüntetettjei. (Hozzáférés: 2024. október 8.)
- Olyan régóta biogazdálkodik, hogy idejét sem tudja, mikor kezdte - Interjú dr. Terjéki Józseffel. (Hozzáférés: 2024. október 8.)